# Bluenose
Bluenose – kanadyjski dwumasztowy szkuner rybacki i regatowy z okresu dwudziestolecia międzywojennego. W latach 1921−1938 żaglowiec i jego szyper, Angus Walters, byli niepokonani w kanadyjsko-amerykańskich regatach dla statków rybackich o International Fishermen's Cup, stając się jednym z symboli Nowej Szkocji, uwiecznionym na znaczku pocztowym, monetach oraz samochodowych tablicach rejestracyjnych. Sprzedany w 1942 roku jako kabotażowiec do Indii Zachodnich, rozbił się i zatonął na rafie u wybrzeży Haiti w styczniu 1946 roku. Na podstawie jego planów zbudowano współczesną replikę „Bluenose II” z 1963 roku, która jest własnością prowincji Nowa Szkocja jako „pomnik pod żaglami”.

## Historia
„Bluenose” został zbudowany według planów Williama Jamesa Roué'a w Lunenburgu w Nowej Szkocji na przełomie lat 1920 i 1921. Zwodowano go 26 marca 1921 roku, a jego matką chrzestną była Audrey Marie Smith. Linie teoretyczne kadłuba zaprojektowano z myślą o regatowym wykorzystaniu żaglowca, przy zachowaniu jego podstawowej funkcji: statku rybackiego. W tym czasie ważną imprezą sportową dla armatorów i załóg szkunerów rybackich wschodniego wybrzeża Stanów Zjednoczonych i Kanady były regaty o International Fishermen's Cup, organizowane dorocznie po zakończeniu sezonu połowowego i rozgrywane, wzorem regat o Puchar Ameryki, na zasadzie match racingu. W 1920 roku, w pierwszych regatach, puchar zdobył amerykański szkuner „Esperanto”, zwyciężając kanadyjską „Delawanę” i zadaniem „Bluenose” było odzyskać trofeum dla Nowej Szkocji.
„Pod koniec 1921 roku kanadyjski szkuner, dowodzony przez Angusa Waltersa, zwyciężył, na wodach w pobliżu Gloucester, amerykańską Elsie. Przez kolejnych 17 sezonów, aż do 1938 roku, nieprzerwanie bronił pucharu, zwyciężając wszystkich kanadyjskich i amerykańskich konkurentów. Jednocześnie był, co było jednym z warunków uczestnictwa w regatach, wykorzystywany jako jednostka rybacka. Reprezentował również Kanadę, między innymi podczas wystawy światowej w Chicago w 1933 roku i srebrnego jubileuszu króla Jerzego V dwa lata później.”
Wybuch II wojny światowej przerwał zarówno połowy na Grand Banks, jak i rozgrywanie zawodów. W ciągu kolejnych lat szkunery rybackie stały się jednostkami zbędnymi, a ich utrzymanie było zbyt drogie. W 1942 roku „Bluenose” został sprzedany do Indii Zachodnich, gdzie obsługiwał żeglugę kabotażową. 28 stycznia 1946 roku wszedł na rafę u wybrzeża Haiti i zatonął.

## Upamiętnienie

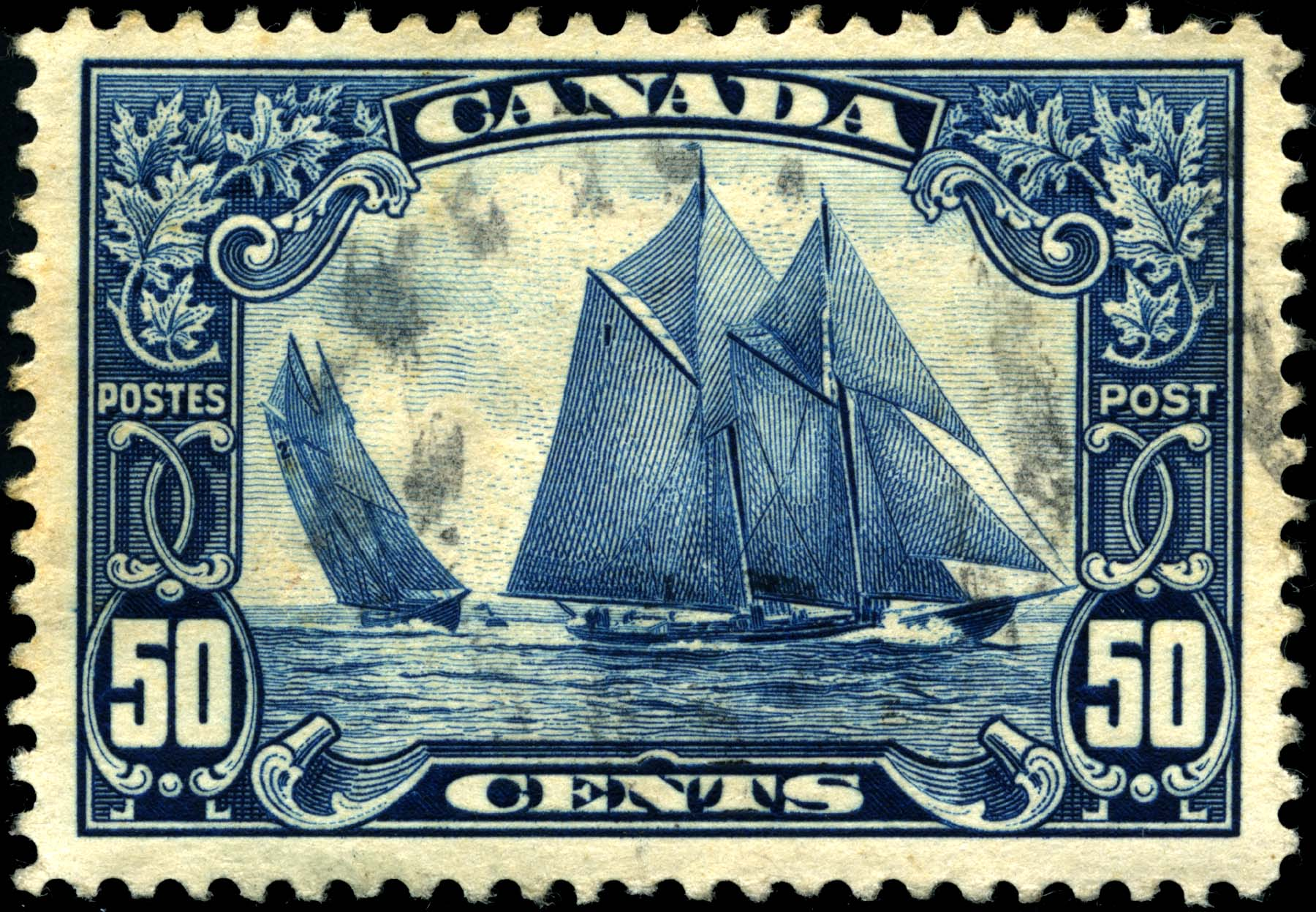
Kanadyjski znaczek pocztowy przedstawiający „Bluenose” (1929)

W 1929 roku poczta kanadyjska wyemitowała znaczek pocztowy z wizerunkiem „Bluenose”. Osiem lat później przedstawienie rybackiego szkunera, oparte na wyglądzie słynnego żaglowca, znalazło się na rewersie monety dziesięciocentowej (dime). Rysunek „Bluenose” jest symbolem graficznym na samochodowych tablicach rejestracyjnych w Nowej Szkocji. W latach 80. kanadyjska poczta jeszcze dwukrotnie przeprowadzała emisję znaczków portretujących szkuner.
W 1955 roku Angus Walters i „Bluenose” weszli do Canadian Sports Hall of Fame. Osiem lat później, również w Lunenburgu, został zbudowany szkuner „Bluenose II”, oparty na oryginalnych planach Williama Jamesa Roué'a. Początkowo wykorzystywany w celach marketingowych, został zakupiony przez władze Nowej Szkocji za symbolicznego dolara i używany jako pływający pomnik i symbol prowincji.